# Dorota Zawadzka
Dorota Zawadzka (ur. 30 listopada 1962 w Warszawie) – polska psycholożka rozwojowa.

## Życiorys
Jej matka była nauczycielką historii i wiedzy o społeczeństwie, a ojciec – socjologiem i urzędnikiem państwowym. Ma starszą o sześć lat siostrę, Annę. Ukończyła VII Liceum Ogólnokształcące im. Juliusza Słowackiego w Warszawie. Po maturze przez rok pracowała w sekretariacie zespołu szkół ekonomicznych, następnie odbyła dwuletnie studium nauczycielskie. Następnie pracowała krótko w szkole podstawowej. Ukończyła studia na wydziale psychologii Uniwersytetu Warszawskiego, po czym została wykładowcą w katedrze psychologii rozwoju, a następnie – psychologii wychowawczej. Oprócz zajęć kursowych prowadziła autorskie fakultety dla studentów „Telewizja dla dziecka” i „Świat według dziecka”. Do 2007 prowadziła równolegle do UW, zajęcia z psychologii rozwoju człowieka w Szkole Wyższej Psychologii Społecznej w Warszawie.
Współpracuje z wieloma organizacjami pozarządowymi, czynnie wspierała akcję „Bicie jest głupie”. Współdziałała z Krajowym Centrum Kompetencji, wspierając m.in. kampanie społeczne: „Kocham nie biję”, „Kocham reaguję” oraz inne przedsięwzięcia społeczne. Zaangażowała się w działalność wspierającą nowelizację Ustawy o Przeciwdziałaniu Przemocy w Rodzinie, czynnie uczestnicząc w posiedzeniach komisji sejmowej i senackiej. Od 2000 współpracuje z Komitetem Ochrony Praw Dziecka; jest współautorką pomysłu konkursu „Świat przyjazny dziecku” realizowanego przez KOPD i od samego początku zasiada w jego kapitule. Ponadto jest współautorką projektu „Bezpieczne media”, który zaowocował w 2001 wprowadzeniem do TVP i innych stacji oznaczeń dotyczących ograniczeń wiekowych dla widzów programów telewizyjnych. W latach 1998–2007 prowadziła castingi do teleturnieju Jaka to melodia? oraz sprawowała opiekę psychologiczną nad uczestnikami w trakcie nagrań.
W latach 2000–2001 była współautorką oraz ekspertem w programie TVP1 Akademia IQ, który promował zdolne dzieci. W latach 2004–2006 była ekspertem w programie TVN Style Klub młodej mamy. Ogólnopolską popularność zyskała jako gospodyni programu TVN Superniania (2006–2008), ponadto współprowadziła program I Ty możesz mieć Superdziecko (2006–2007), a w 2008 została gospodynią autorskiego programu TVN Style Świat według dziecka. W latach 2008–2009 występowała na antenie Radia Kolor w audycji Kobiece prawdy. W 2009 prowadziła autorski program FIK (Familijny Informator Kulturalny) dla TVN Warszawa. W latach 2009–2010 prowadziła w Radiu ZET audycję Anioły i Bachory. Od kwietnia 2011 na antenie TVN Style prowadziła program Dorota Zawadzka. Do tablicy. W 2009 zagrała w teledysku do piosenki Video „Będzie piekło”. W 2010 uczestniczyła w 12. edycji programu rozrywkowego TVN Taniec z gwiazdami.
Od 2010 jest ambasadorką akcji Cała Polska Czyta Dzieciom. Współpracowała w latach 2010–2017 z Rzecznikiem Praw Dziecka. Zasiadała i aktywnie uczestniczyła w kapitułach akcji Firma Przyjazna Mamie i Hotel Przyjazny Rodzinie. We wrześniu 2012 została redaktor naczelną serwisu dla rodziców parenting.pl. Była aktywną członkinią Polskiego Stowarzyszenia Blogerów i Vlogerów oraz zasiadała w jego komisji rewizyjnej. Jest sojuszniczką akcji „Ramię w ramię po równość” Kampanii Przeciw Homofobii. W październiku 2020 przystąpiła do Partii Zieloni.

## Kontrowersje
Dr Anna Golus krytycznie oceniła działalność Zawadzkiej w swojej rozprawie doktorskiej. Zarzuciła jej m.in. wątpliwe moralnie wykorzystywanie dzieci w programach reality show (m.in. Superniania) oraz krytykowała metody wychowawcze prezentowane przez Zawadzką w książce „Superniania kontra trzyletni Antoś: jak telewizja uczy wychowywać dzieci” z 2022. W wywiadzie udzielonym Krytyce Politycznej autorka stwierdziła, że „ten program – jak twierdzili twórcy, w tym odtwórczyni tytułowej roli – miał zmieniać wzory kulturowe (np. zwalczać przemoc wobec dzieci), ale w praktyce odzwierciedlał je i utrwalał”, a Zawadzka miała „uczyć rodziców, jak zastępować przemoc fizyczną – przemocą psychiczną”. Krytyce poddała również proceder wykorzystywania wizerunku dzieci, naruszanie ich prywatnej przestrzeni przez ekipy telewizyjne i publikowanie wrażliwych, wstydliwych scen z ich życia w publicznej masowej telewizji. Dorota Zawadzka odniosła się do tych zarzutów, twierdząc, że kilkanaście lat wcześniej wiedza i metody wychowawcze były inne niż te panujące w trzeciej dekadzie XXI wieku, ponadto w związku z publikacją, złożyła wniosek do sądu w sprawie naruszenia dóbr osobistych.

## Życie prywatne
W trakcie studiów wyszła za Romana Zawadzkiego, psychologa i pracownika naukowego Uniwersytetu Warszawskiego, z którym jednak rozwiodła się w 2006. Mają dwóch synów: Pawła i Andrzeja. W 2007 poślubiła Roberta Myślińskiego.

## Odznaczenia i wyróżnienia
- Order Uśmiechu (2014)[19].
- Odznaka Honorowa za Zasługi dla Ochrony Praw Dziecka (2018)[20]

## Publikacje książkowe
- D. Zawadzka, I ty możesz mieć super dziecko!, Warszawa 2006, Wydawnictwo W.A.B.
- D. Zawadzka, I ty możesz być super tatą!, Warszawa 2007, Wydawnictwo TVN.
- D. Zawadzka, I.A. Stanisławska, Moje dziecko – Jak mądrze kochać i dobrze wychowywać, Warszawa 2009, Jacek Santorski & Co Agencja Wydawnicza.
- D. Zawadzka, I.A. Stanisławska, Moje dziecko cz. II – Jak mądrze kochać i dobrze wychowywać dziecko w wieku szkolnym, Warszawa 2010, wyd. Czarna Owca.
- R. Myśliński, Siedem Supełków, Poznań 2007, Wydawnictwo Publicat (D. Zawadzka napisała wstęp i wyjaśnienia dla rodziców poprzedzające każdą z siedmiu historii).